# Abierto de Chile 2024
El Chile Open 2024, oficialmente Movistar Chile Open, fue un evento de tenis de la ATP Tour 250. Se disputó en Santiago (Chile) en la cancha central del Complejo Mario Caracci Onetto, San Carlos de Apoquindo, desde el 26 de febrero hasta el 3 de marzo de 2024.

## Distribución de puntos
| Modalidad            | Campeón | Finalista | Semifinales | Cuartos de final | 2ª ronda | 1ª ronda | Clasificados | 2ª ronda de clasificación | 1ª ronda de clasificación |
| Individual masculino | 250     | 165       | 100         | 50               | 25       | 0        | 13           | 7                         | 0                         |
| Dobles masculino     | 250     | 150       | 90          | 45               | 20       | 0        | -            | -                         | -                         |

## Cabezas de serie

### Individuales masculino
| Tenista             | Ranking | Preclasificado |
| Nicolás Jarry       | 19      | 1              |
| Sebastián Báez      | 30      | 2              |
| Arthur Fils         | 36      | 3              |
| Alejandro Tabilo    | 52      | 4              |
| Yannick Hanfmann    | 56      | 5              |
| Facundo Díaz Acosta | 59      | 6              |
| Roberto Carballés   | 66      | 7              |
| Jaume Munar         | 73      | 8              |

- Ranking del 19 de febrero de 2024.[3]

### Dobles masculino
| Tenistas                           | Ranking | Preclasificado |
| Marcelo Melo Matwé Middelkoop      | 97      | 1              |
| Andrea Pellegrino Andrea Vavassori | 107     | 2              |
| Nicolás Barrientos Rafael Matos    | 121     | 3              |
| Evan King Reese Stalder            | 141     | 4              |

## Campeones

### Individual masculino
Sebastián Báez venció a  Alejandro Tabilo por 3-6, 6-0, 6-4

### Dobles masculino
Tomás Barrios /  Alejandro Tabilo vencieron a  Orlando Luz /  Matías Soto por 6-2, 6-4